# 韋特倫 (紐約州阿爾斯特縣)
韋特倫（英語：Veteran）是位於美國紐約州阿爾斯特縣的非建制地區。

## 歷史
韋特倫的郵局於1896年設立，其後於1900年停運。

## 地理
韋特倫所處的海拔為高於海平面72米（即236英呎），而該地所採用的時區為UTC-5，即北美东部时区（EST）。同時該地設有夏令時間，為UTC-5調快一小時，即UTC-4（EDT）。